# Clupeonella engrauliformis
Clupeonella engrauliformis és una espècie de peix pertanyent a la família dels clupeids.

## Descripció
- Pot arribar a fer 16,5 cm de llargària màxima (normalment, en fa 12) i 26 g de pes.
- 13-21 radis tous a l'aleta dorsal i 12-23 a l'anal.
- Cos esvelt.
- Cap curt i ample.
- Ventre arrodonit.
- Els extrems de l'aleta pectoral són arrodonits.
- Les femelles són lleugerament més grosses que els mascles.[6][7][8]

## Reproducció
Té lloc de manera intermitent des de finals de l'abril fins al novembre (principalment al juliol) a alta mar.

## Depredadors
A l'Iran és depredat per Alosa brashnikovi.

## Hàbitat
És un peix d'aigua salabrosa, pelàgic i de clima temperat (44°N-35°N, 46°E-54°E) que viu entre 0-78 m de fondària.

## Distribució geogràfica
Es troba al centre i el sud de la mar Càspia.

## Observacions
És inofensiu per als humans.